# Biserica de lemn din Ipatele
Biserica de lemn cu hramul Sfântul Nicolae din Ipatele a fost construită în anul 1805 în satul Ipatele din comuna omonimă (aflată în județul Iași, la o distanță de aproximativ 41 km de municipiul Iași). Ea se află localizată în cimitirul satului. 
Biserica de lemn din Ipatele a fost inclusă pe Lista monumentelor istorice din județul Iași din anul 2015, având codul de clasificare cod LMI IS-II-m-B-04186. 

## Istoric
În vechime, satul Ipatele s-a numit Mogoșești și a făcut parte din Ținutul Vaslui. Prima atestare documentară datează din jurul anului 1400. Nu există date precise cu privire la existența aici a unui lăcaș de cult, dar acesta trebuie să fi existat în a doua jumătate a secolului al XVIII-lea, din moment ce la anul 1774 erau doi preoți și doi diaconi în satul Valea lui Ipati. 
Biserica de lemn din Ipatele a fost construită în anul 1805 de către răzeșii din localitate, în cimitirul aflat pe un vârf de deal de la marginea satului. Pe grinzile sculptate, se află un text scris în limba română cu caractere chirilice. 
La sud-vest de biserică se află o piatră veche de mormânt cu o inscripție cu litere chirilice: "1838 maiu 28 sau săvr(șit) Marie, Nede.. de.. 1843".
Biserica nu este pictată în interior, pereții săi fiind acoperiți cu multe icoane, dreptunghiulare (Maica Domnului cu pruncul, Sf. Nicolae) și în medalion (Maica Domnului, Nașterea Domnului etc.), pictate pe lemn, datând din secolul al XIX-lea. Catapeteasma din lemn sculptat datează din secolul al XIX-lea și are o pictură valoroasă.
În decursul timpului, biserica a fost reparată de mai multe ori. În anul 1995, s-au efectuat unele reparații și adaosuri, interiorul bisericii fiind revopsit cu acest prilej. Deși lemnul nu este degradat, specialiștii consideră că biserica se află în pericol de prăbușire și necesită lucrări urgente de restaurare și consolidare. Aflată pe o un vârf de deal, în apropierea une râpi, biserica este afectată de alunecări de teren care au dus la fisurarea puternică a fundațiilor în plan longitudinal. 

## Arhitectura bisericii
Biserica de lemn din Ipatele este construită în totalitate din cununi orizontale de bârne masive de stejar, cioplite și îmbinate direct. Interiorul a fost placat cu un strat de scânduri subțiri, iar tavanul este din dulapi de stejar cioplit, finisate cu nervuri. Pereții interiori sunt străbătuți de brâie decorate în formă de frânghie răsucită și au grinzi cu înflorituri.  În secolul al XX-lea, pereții exteriori de lemn au fost placați cu scândură finisată de culoare gri, așezată într-un desen geometric. Lăcașul de cult este așezat pe o temelie din piatră.
Construcția are plan trilobat, cu altar poligonal. În interior, ea este compartimentată în 4 încăperi: pridvor, pronaos, naos și altar. Pridvorul de lemn de pe latura de sud a fost adăugat ulterior. Deasupra pronaosului se află un plafon drept, naosul are o boltă octogonală de dimensiuni mari, iar altarul o boltă octogonală de dimensiuni mai mici. Pronaosul este separat de naos prin intermediul a doi stâlpi masivi adosați pereților laterali, ce susțin o grindă orizontală.
Inițial acoperită cu șindrilă (draniță), biserica are astăzi învelitoare din tablă. Acoperișul este în patru ape, cu proeminențe peste absidele naosului și peste pridvor. 

## Imagini

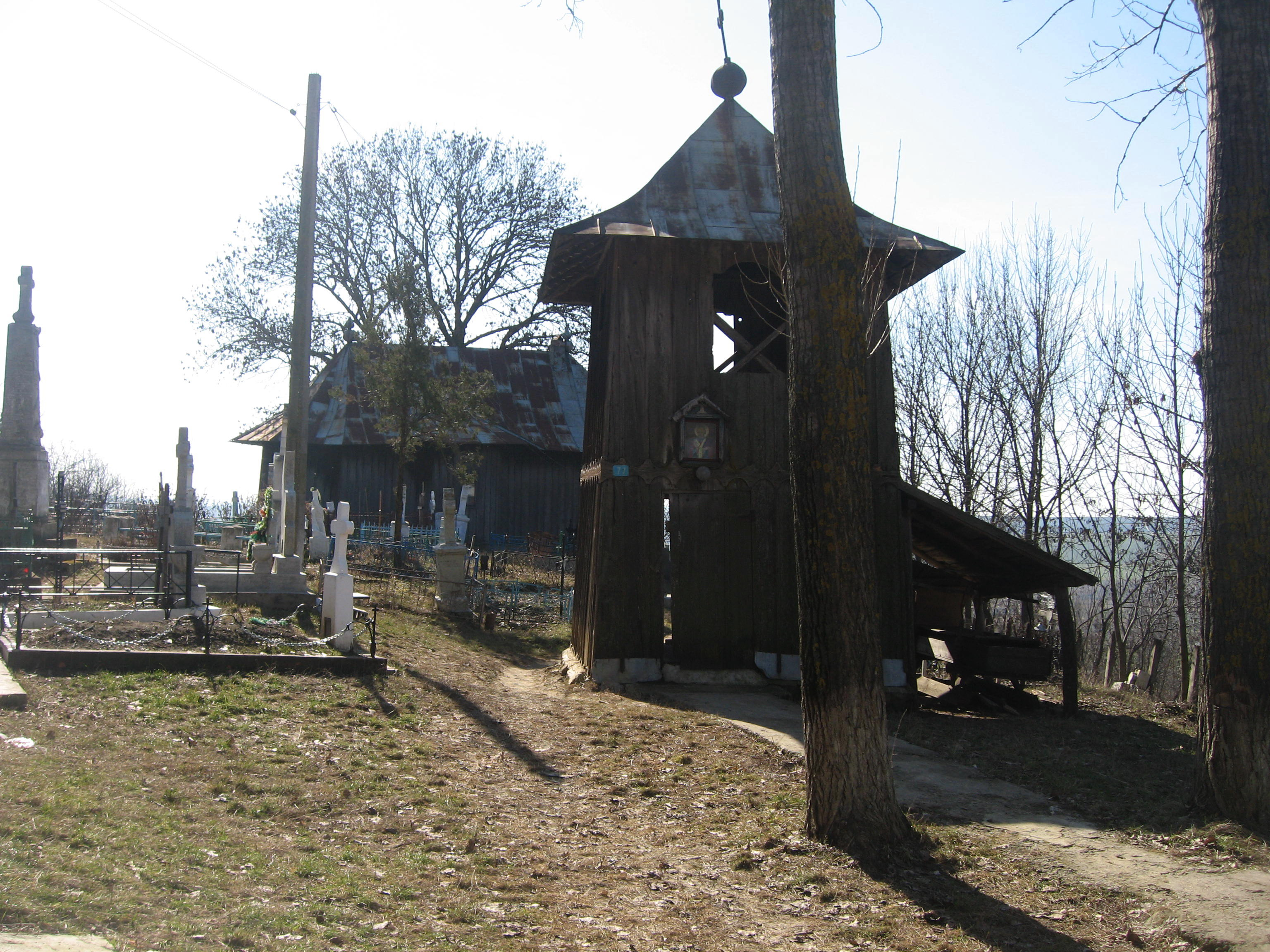
Biserica și turnul clopotniță văzute dinspre intrarea în cimitir (latura de nord)
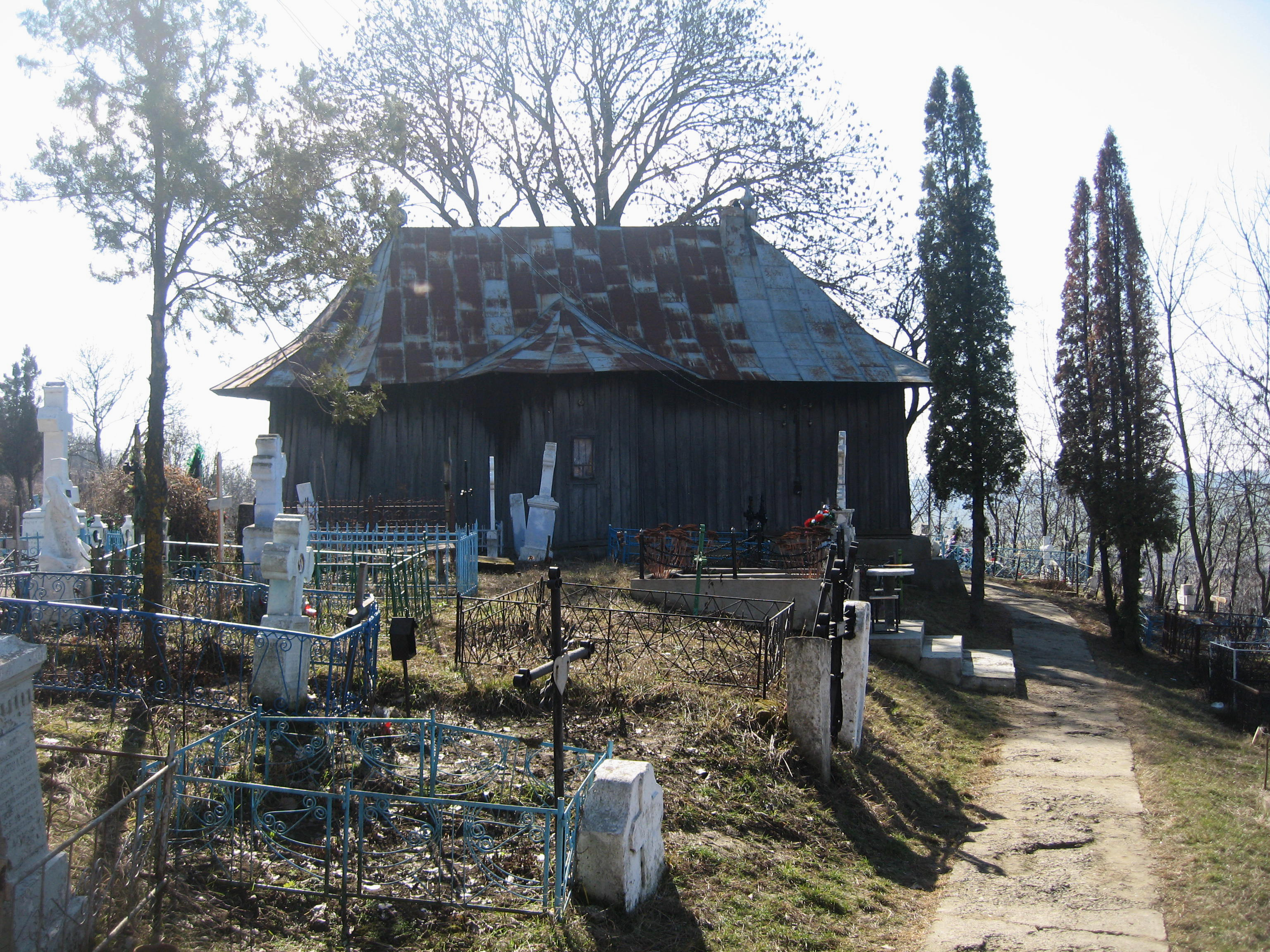
Biserica văzută dinspre intrarea în cimitir (latura de nord)
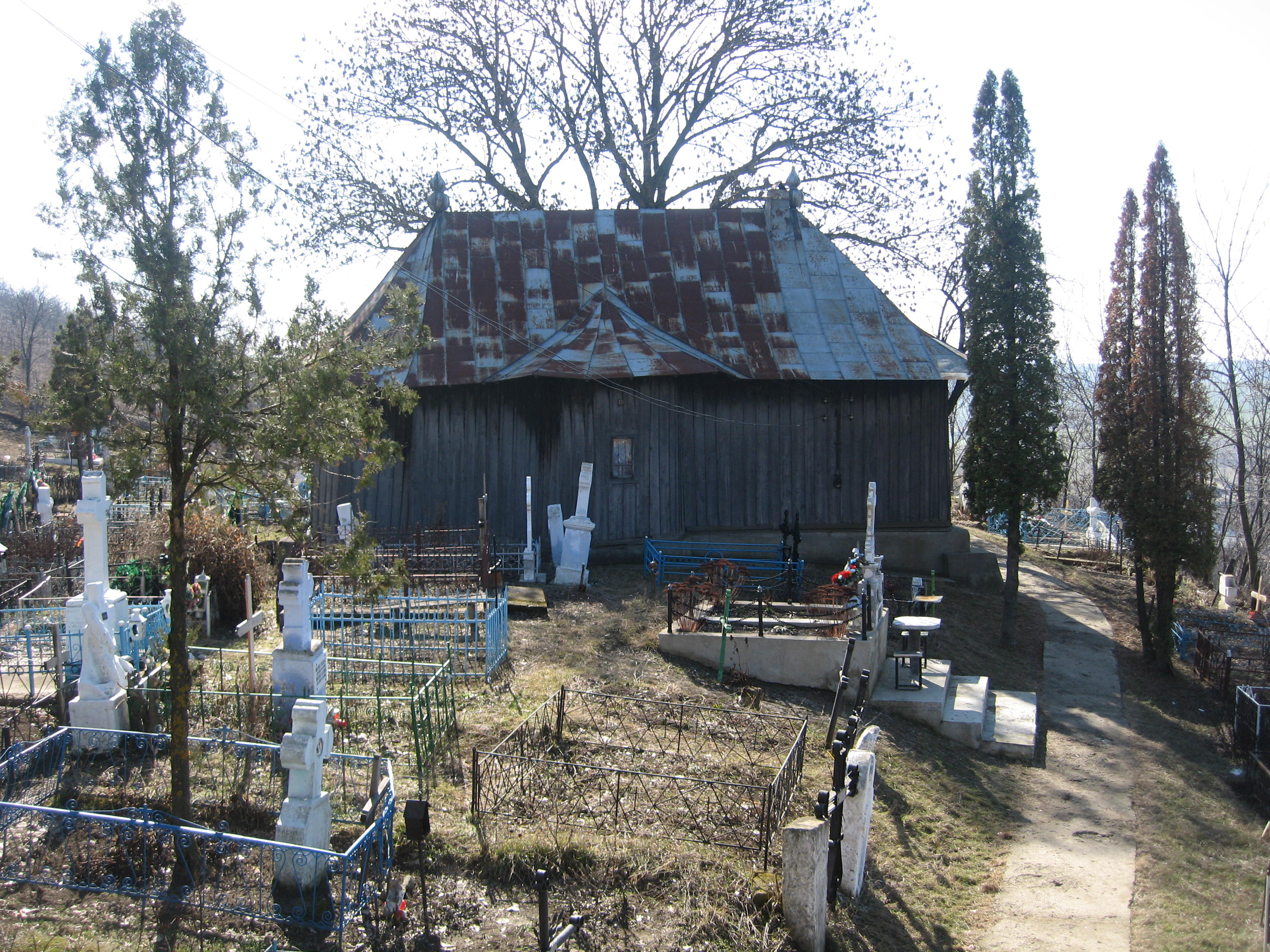
Biserica de lemn văzută din turnul clopotniță
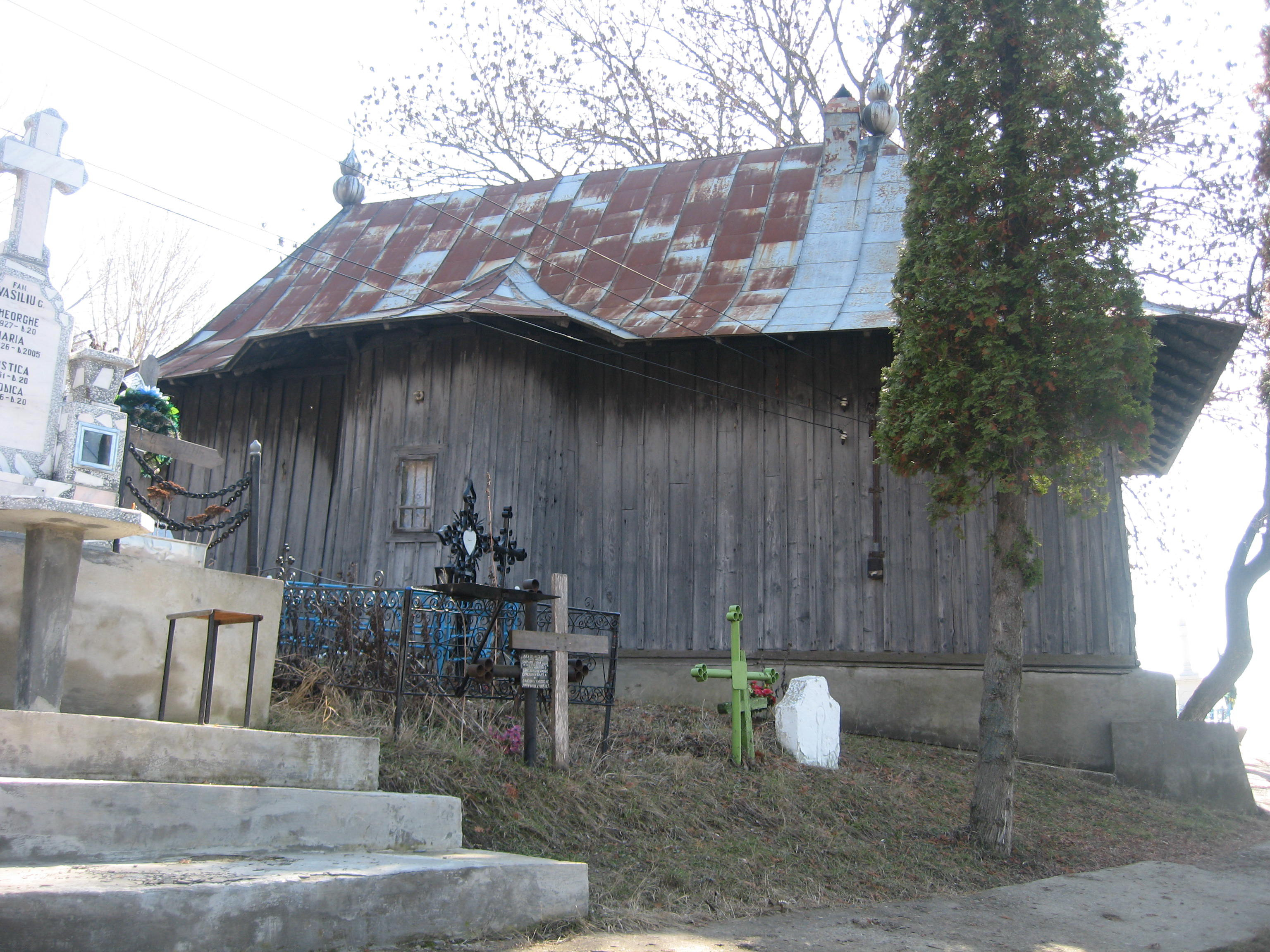
Biserica de lemn văzută de pe latura nordică
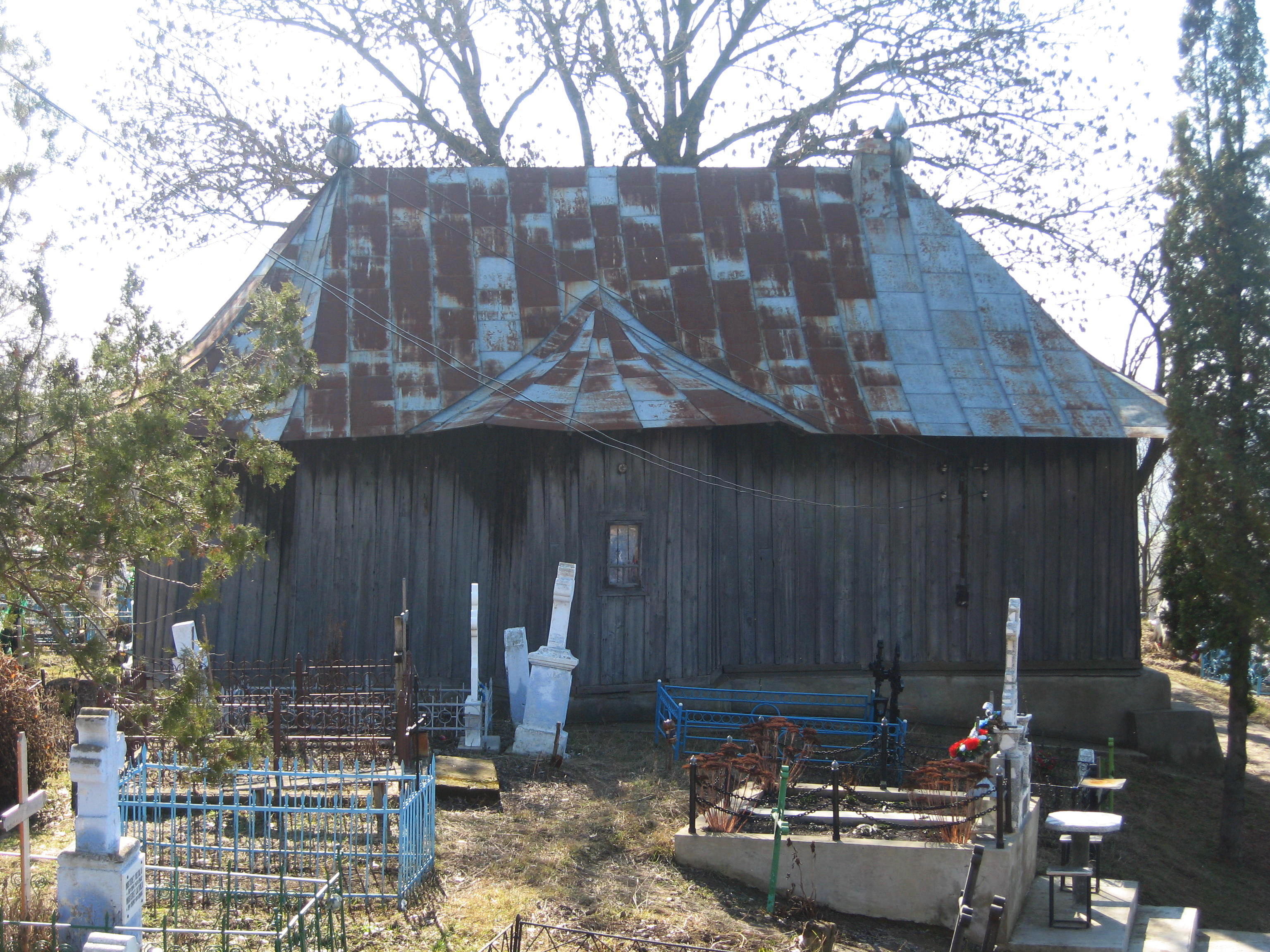
Biserica de lemn văzută de pe latura nordică
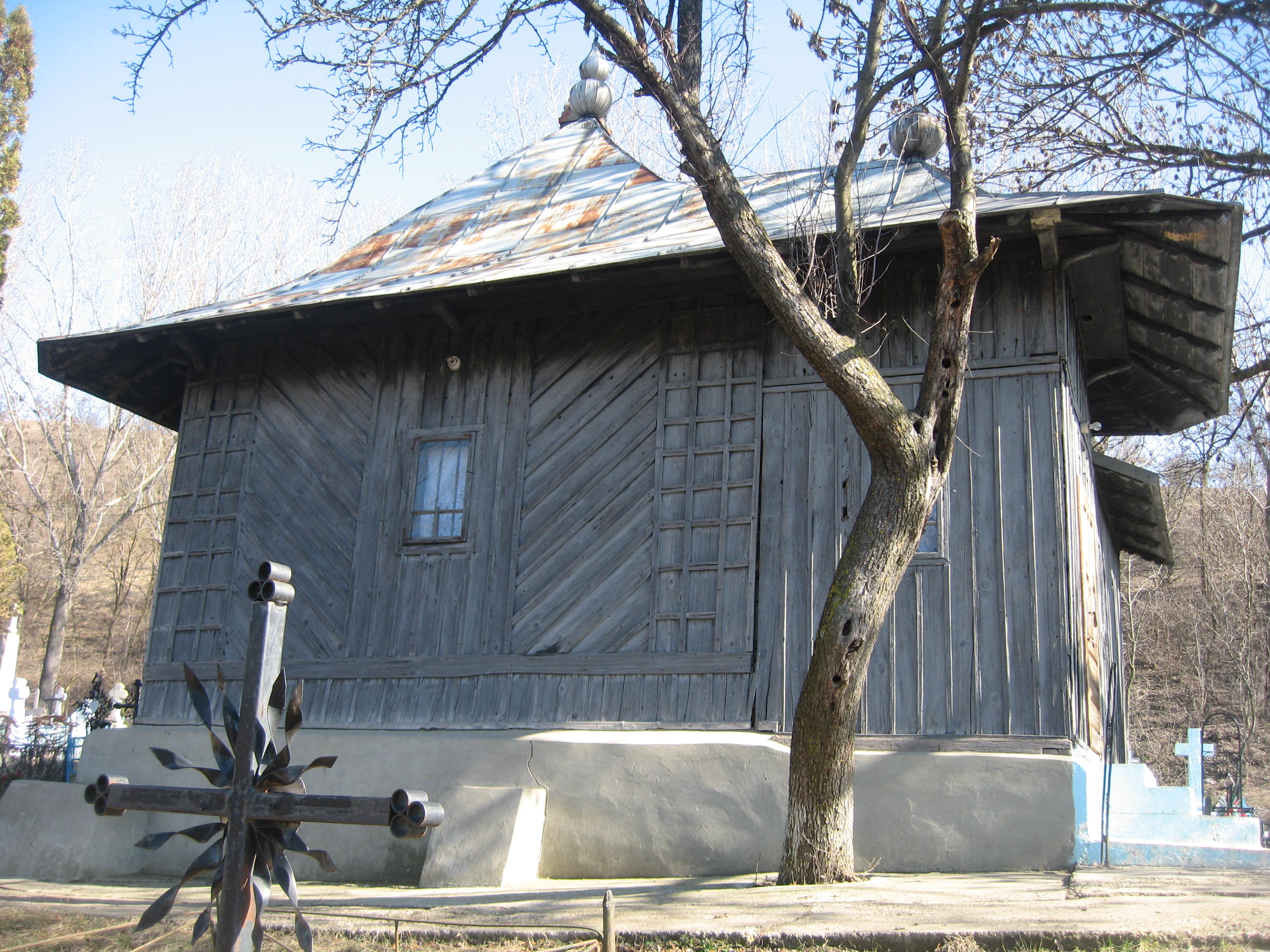
Biserica de lemn văzută de pe latura de vest
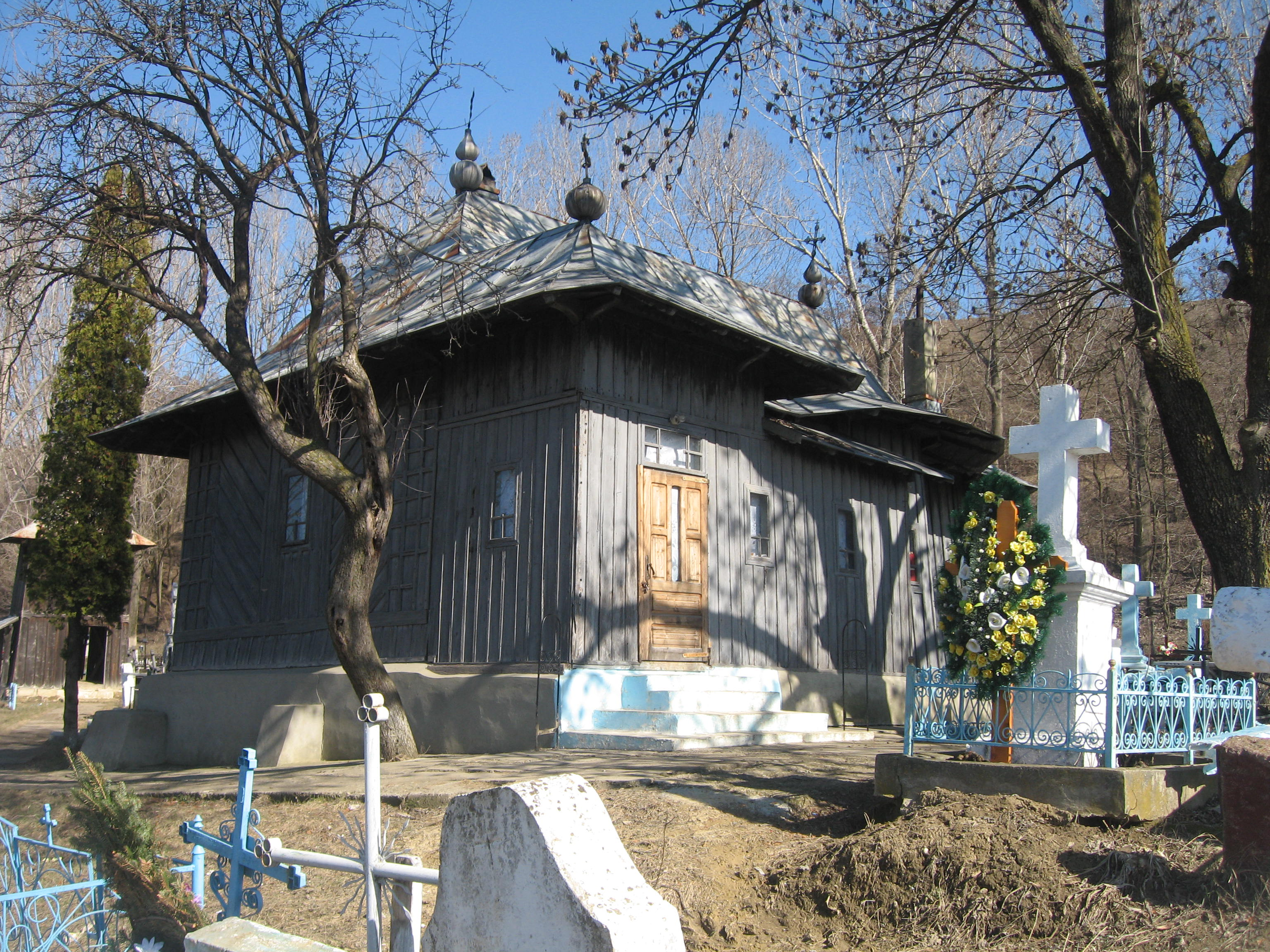
Biserica de lemn văzută de pe latura de sud-vest
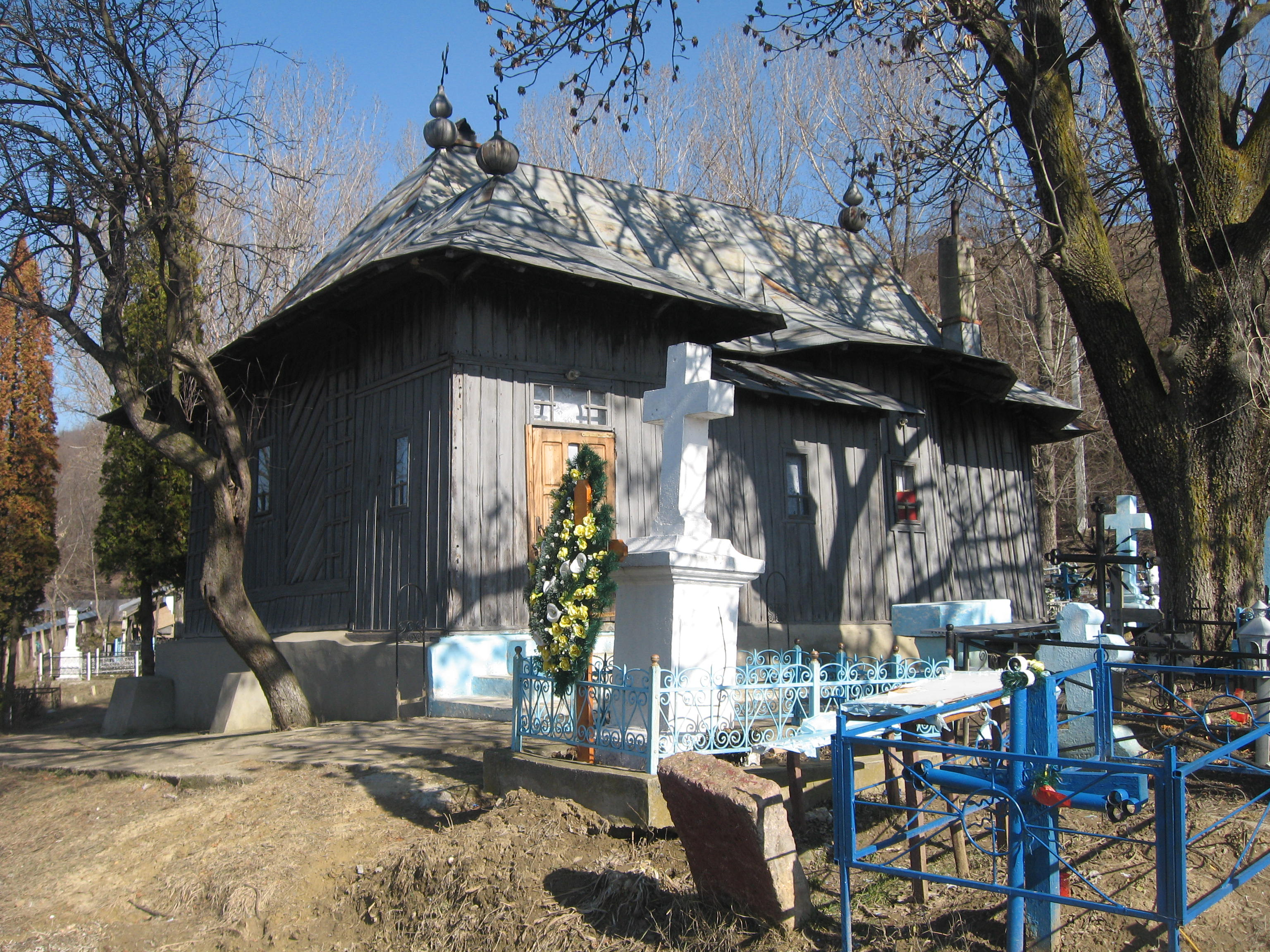
Biserica de lemn văzută de pe latura de sud-vest
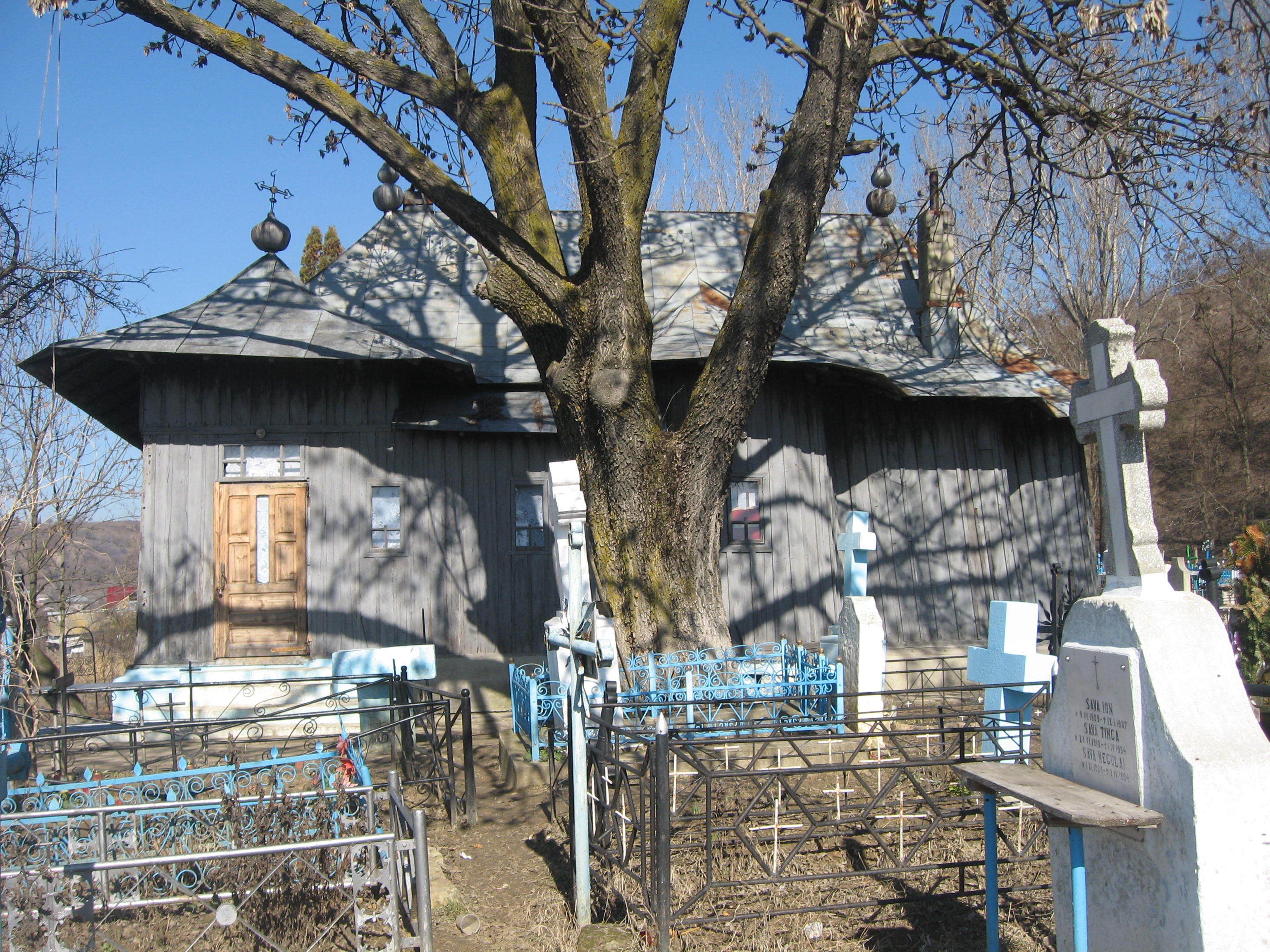
Biserica de lemn văzută de pe latura sudică
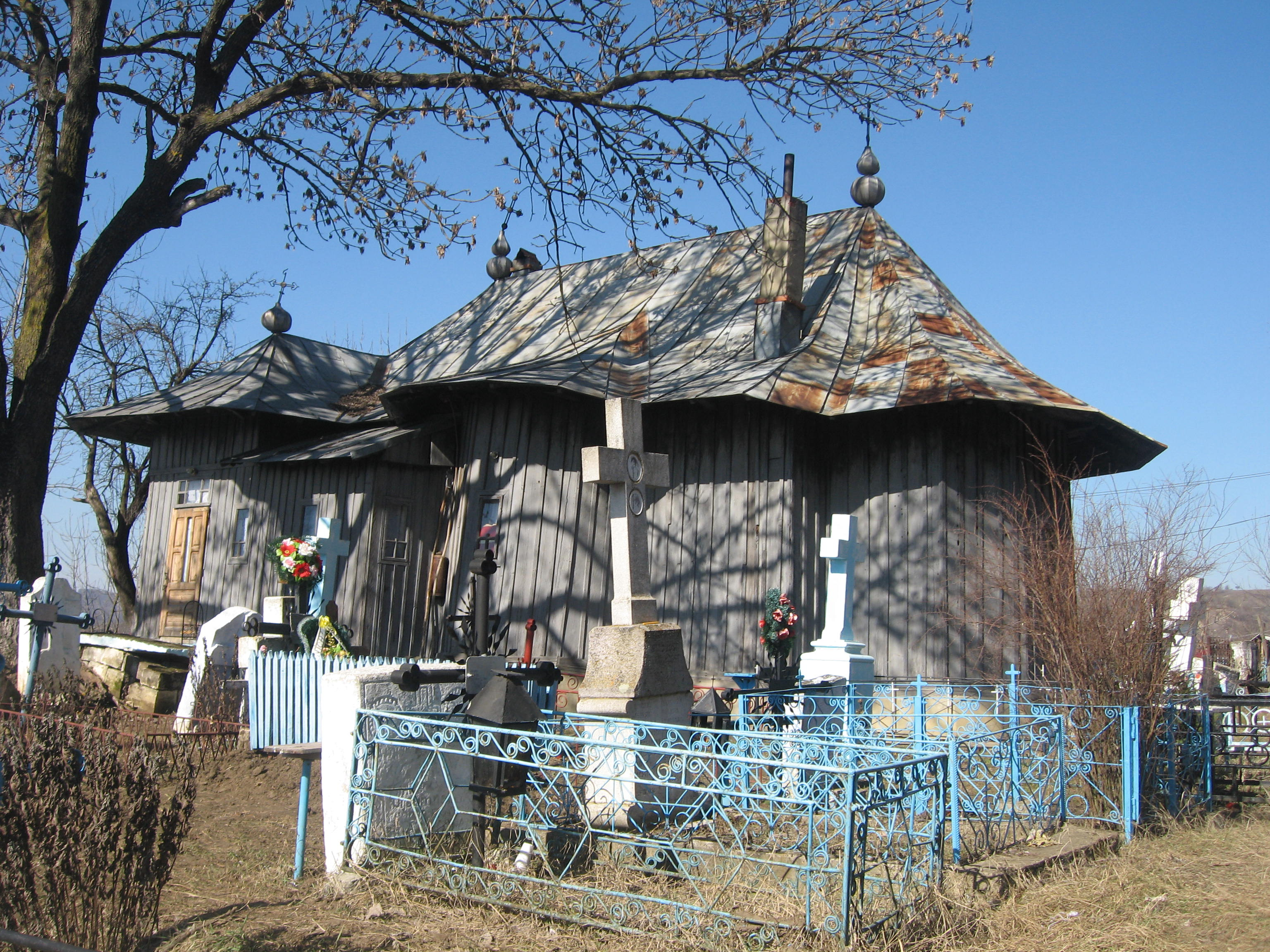
Biserica de lemn văzută de pe latura de sud-est
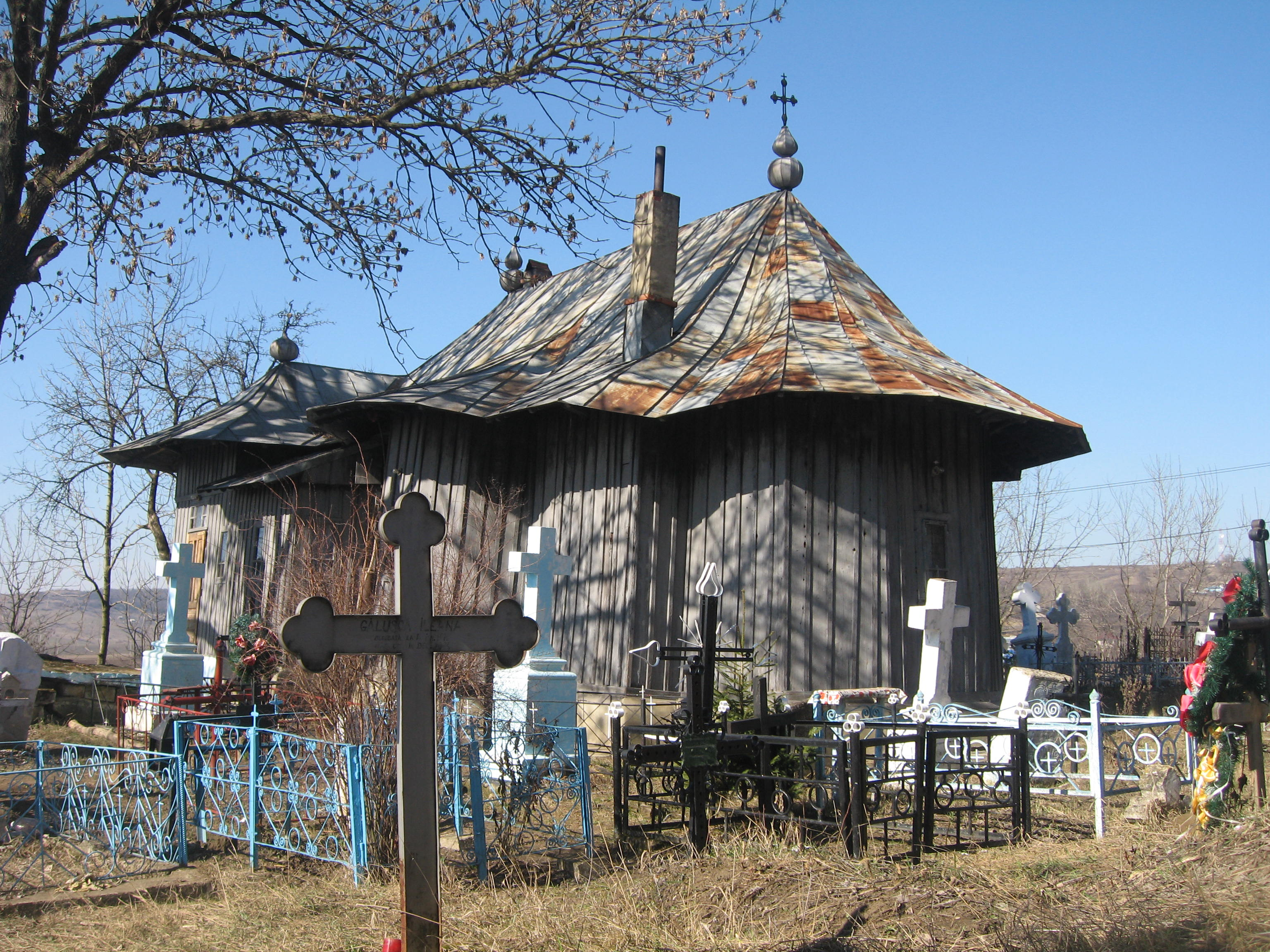
Biserica de lemn văzută de pe latura de sud-est
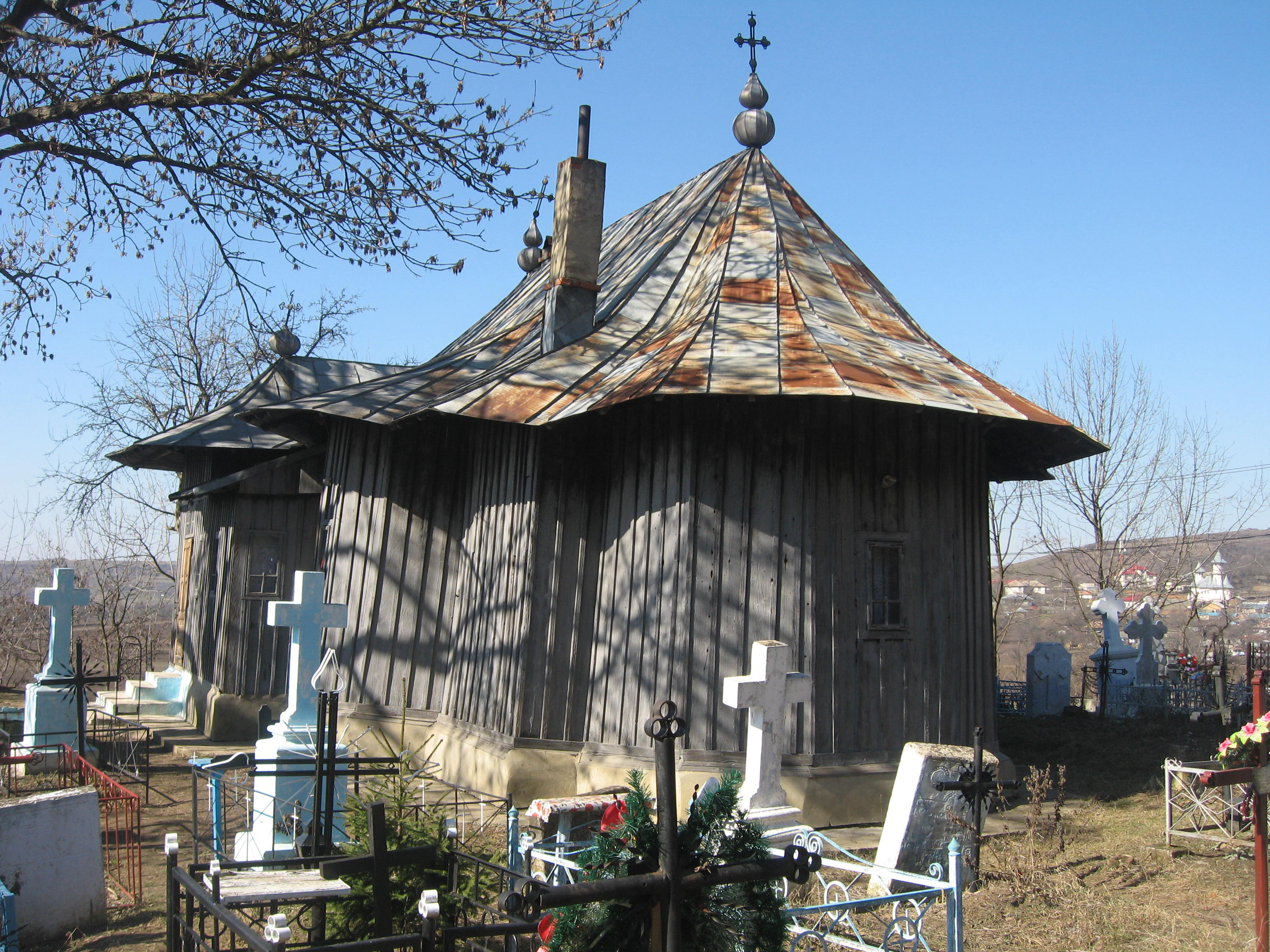
Biserica de lemn văzută de pe latura de est
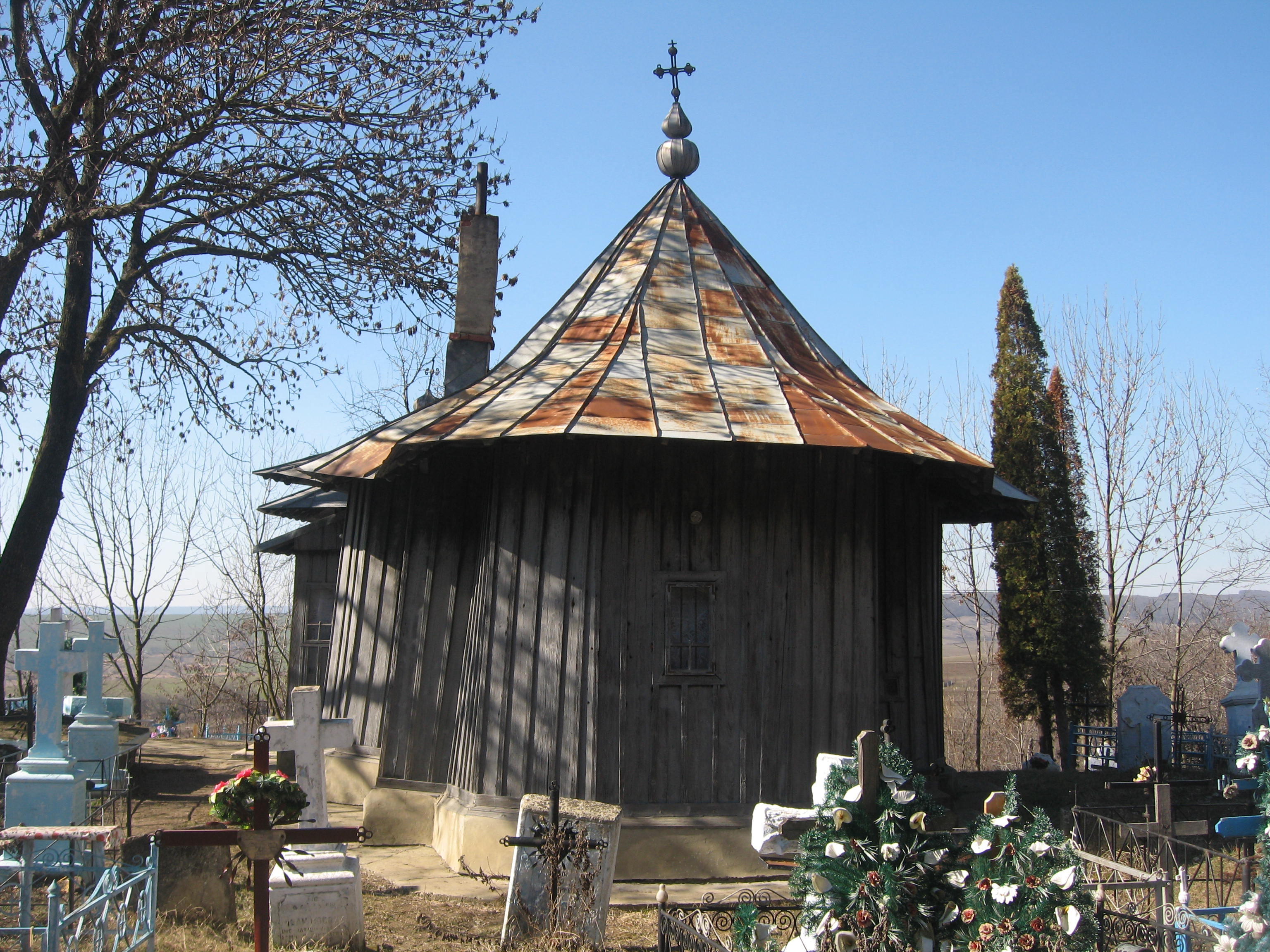
Absida altarului
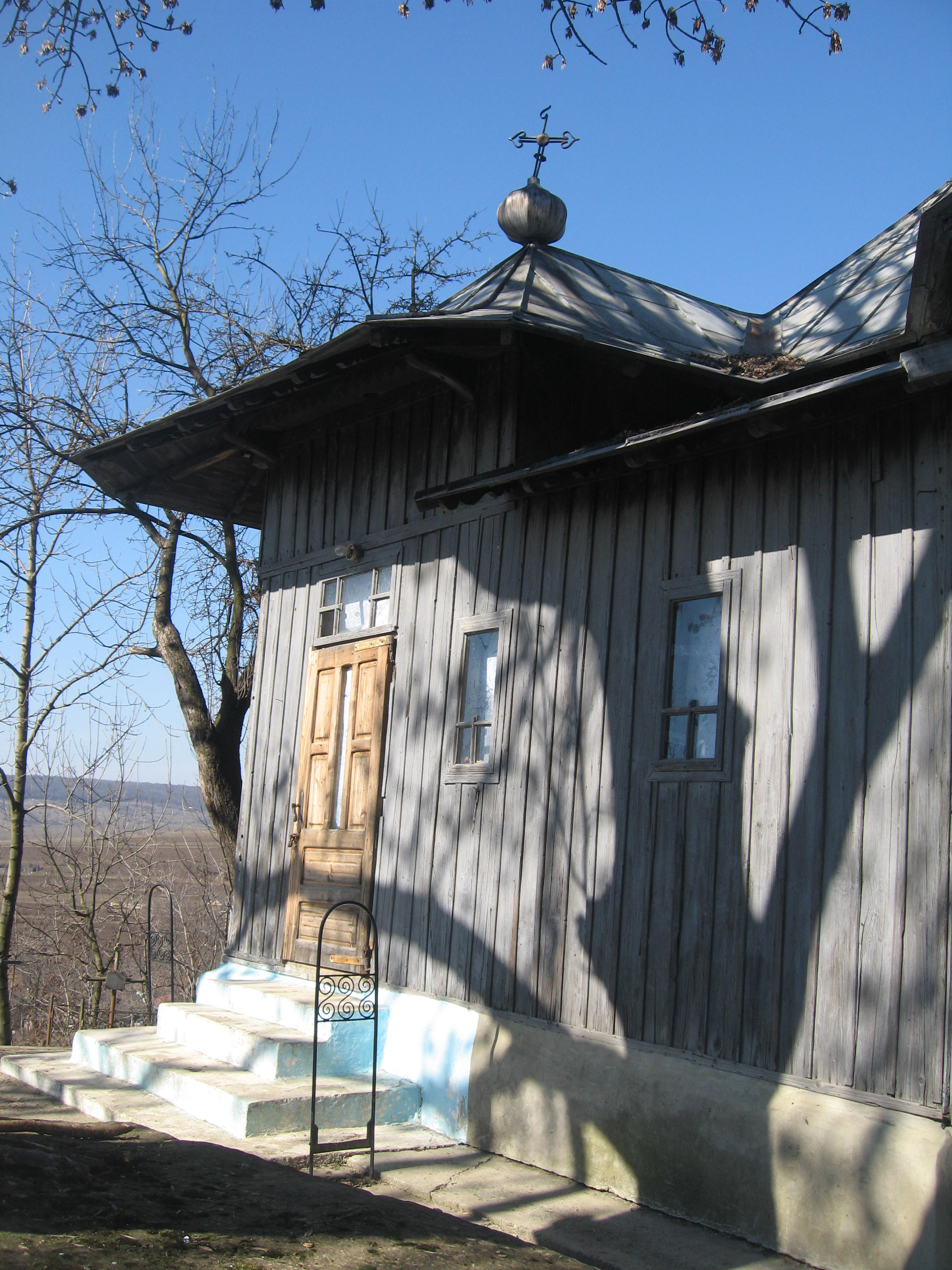
Intrarea în biserică
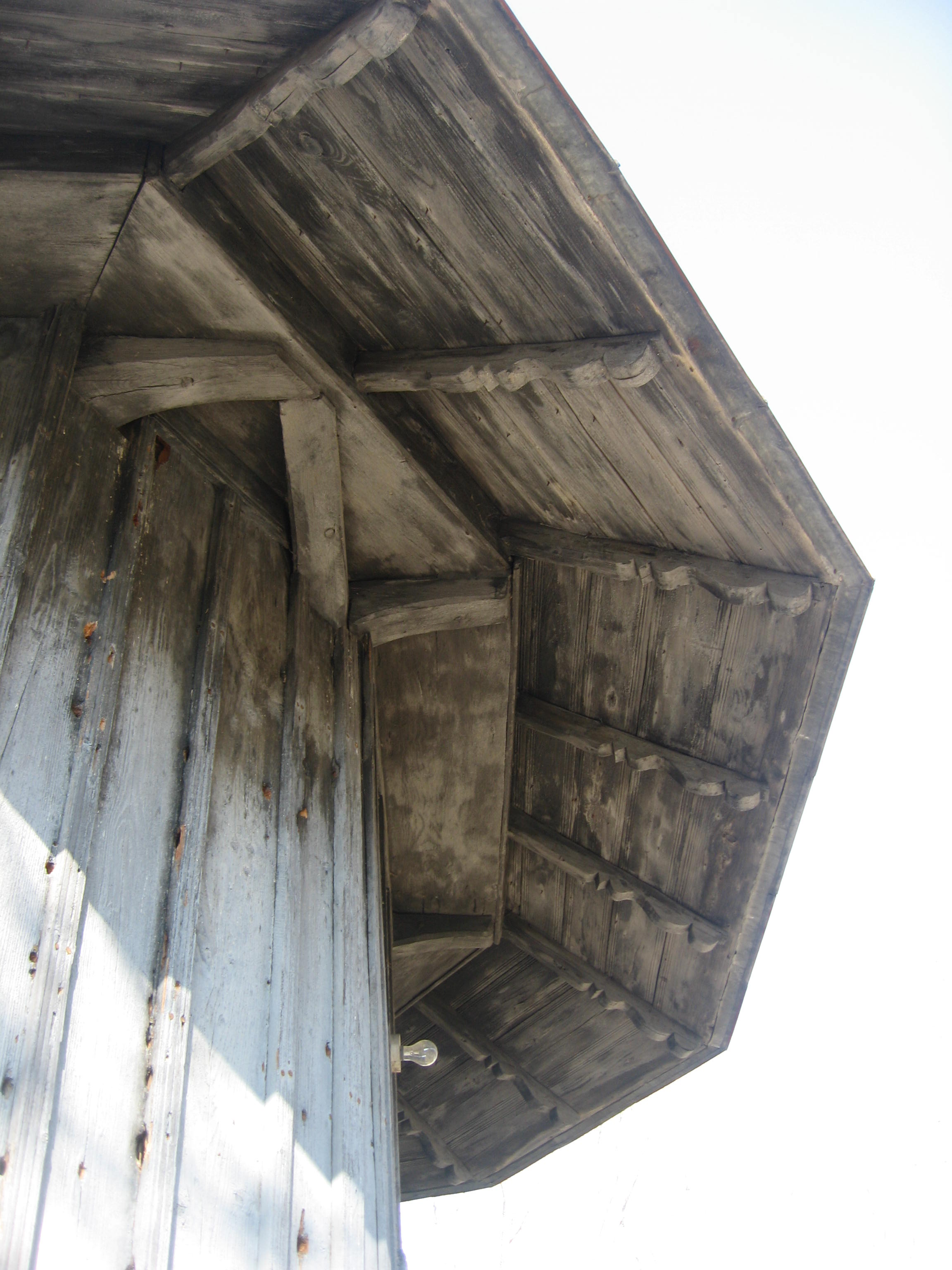
Streașină
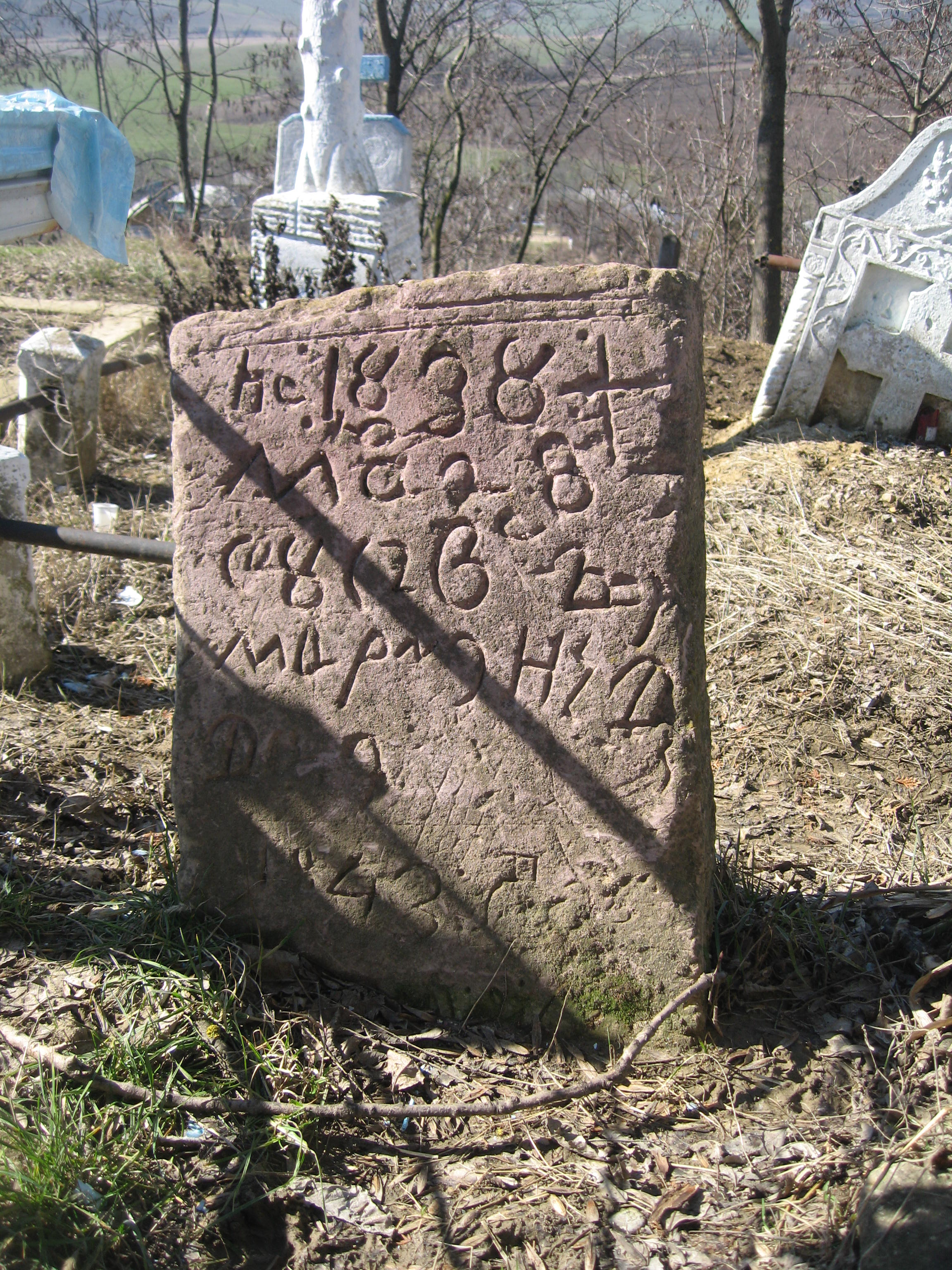
Piatră de mormânt veche lângă zidul vestic al bisericii (1838)
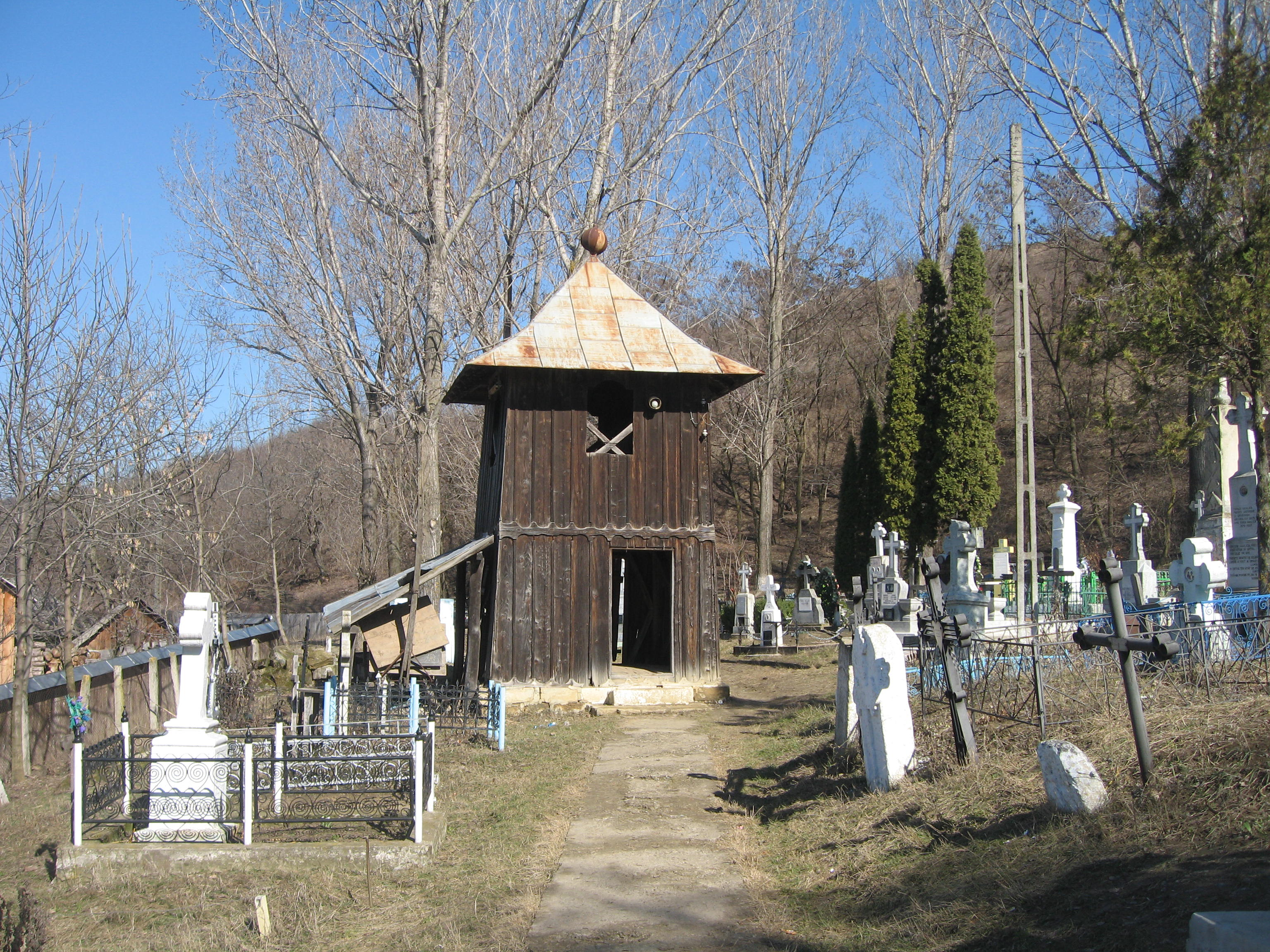
Turnul clopotniță de lemn văzut dinspre biserică
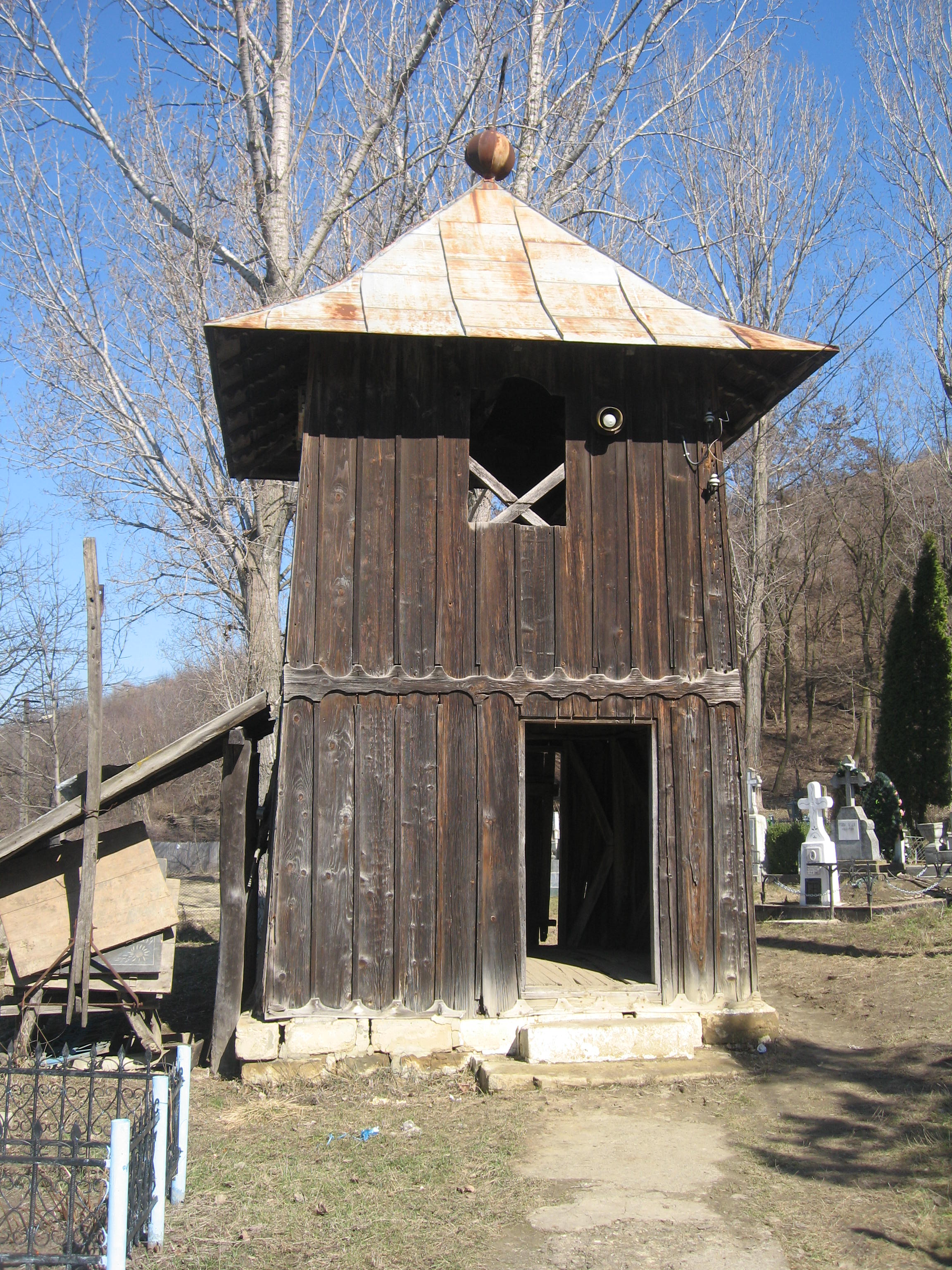
Turnul clopotniță de lemn
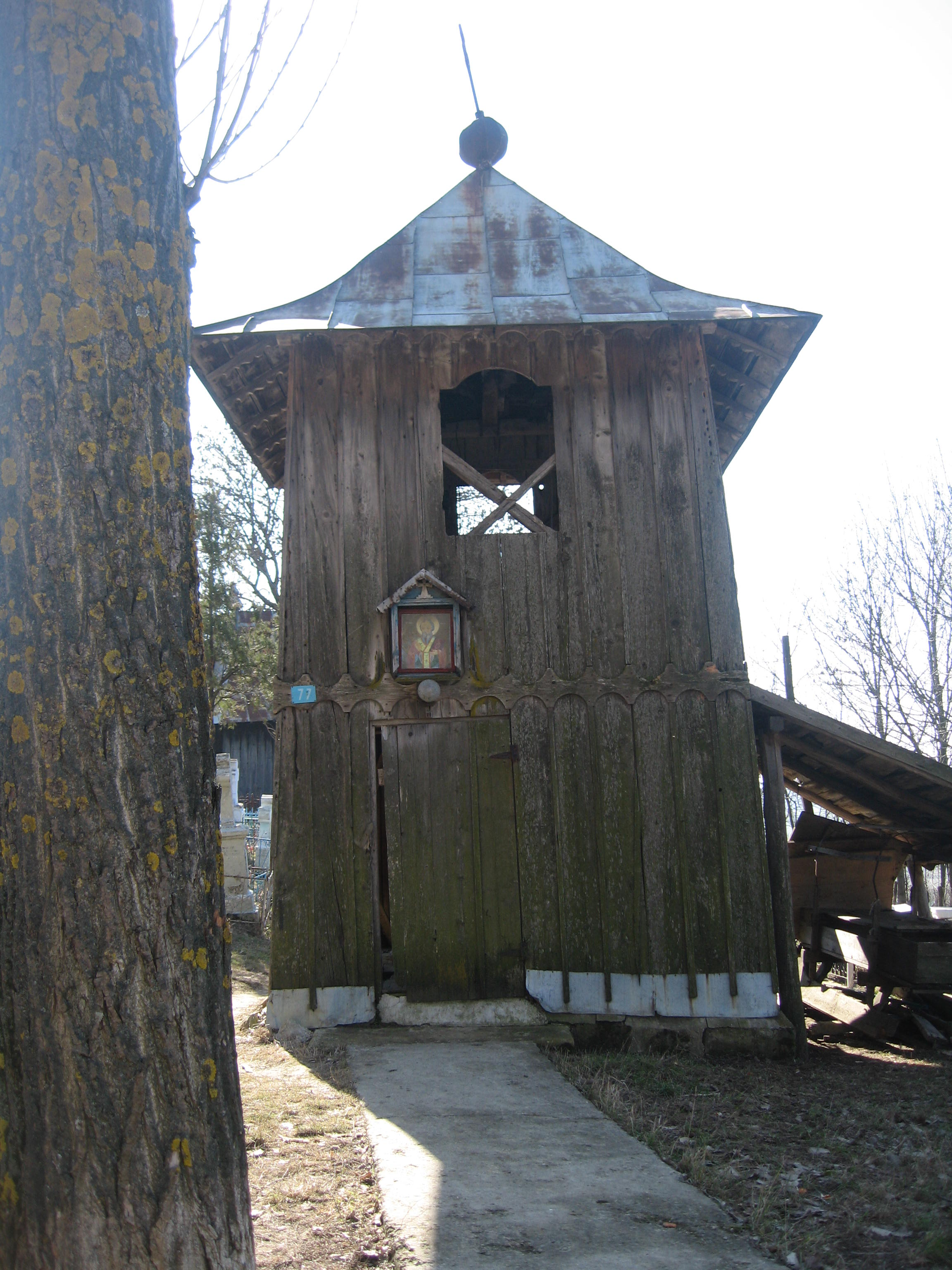
Turnul clopotniță de lemn văzut dinspre intrarea în cimitir